# 西亞特Ibiza
西亞特Ibiza是西班牙汽車製造商西亞特自1984年開始生產的一款緊湊型轎車，也是西雅特銷量最高的汽車。車名源自西班牙巴利阿里群島的伊維薩島。
該車首次於1984年在巴黎車展上亮相，是西亚特獨立開發和製造的第一款汽車，並與喬治亞羅和保時捷等知名公司合作設計。

## 第一代（021A；1984-1993）

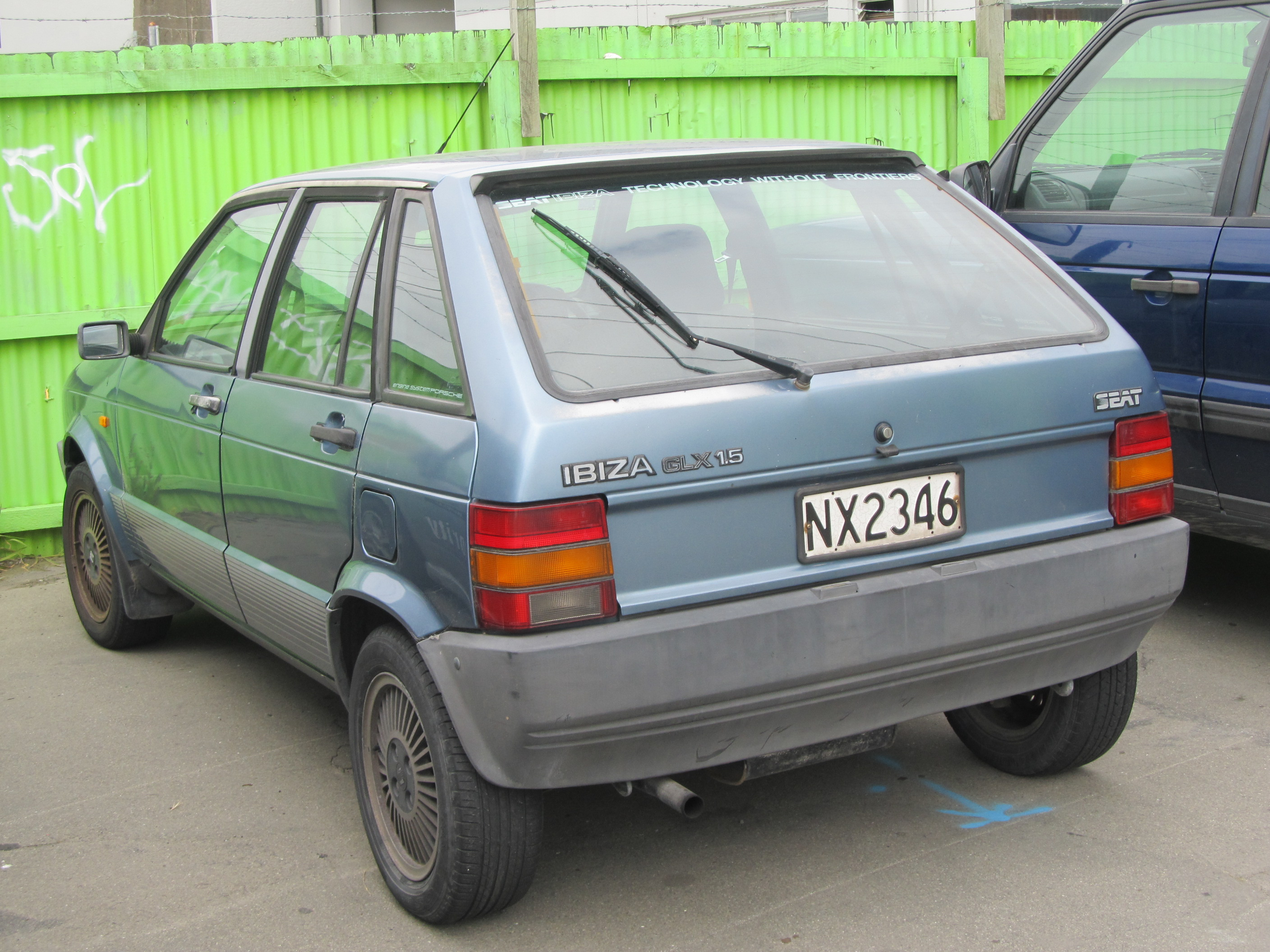
後視圖

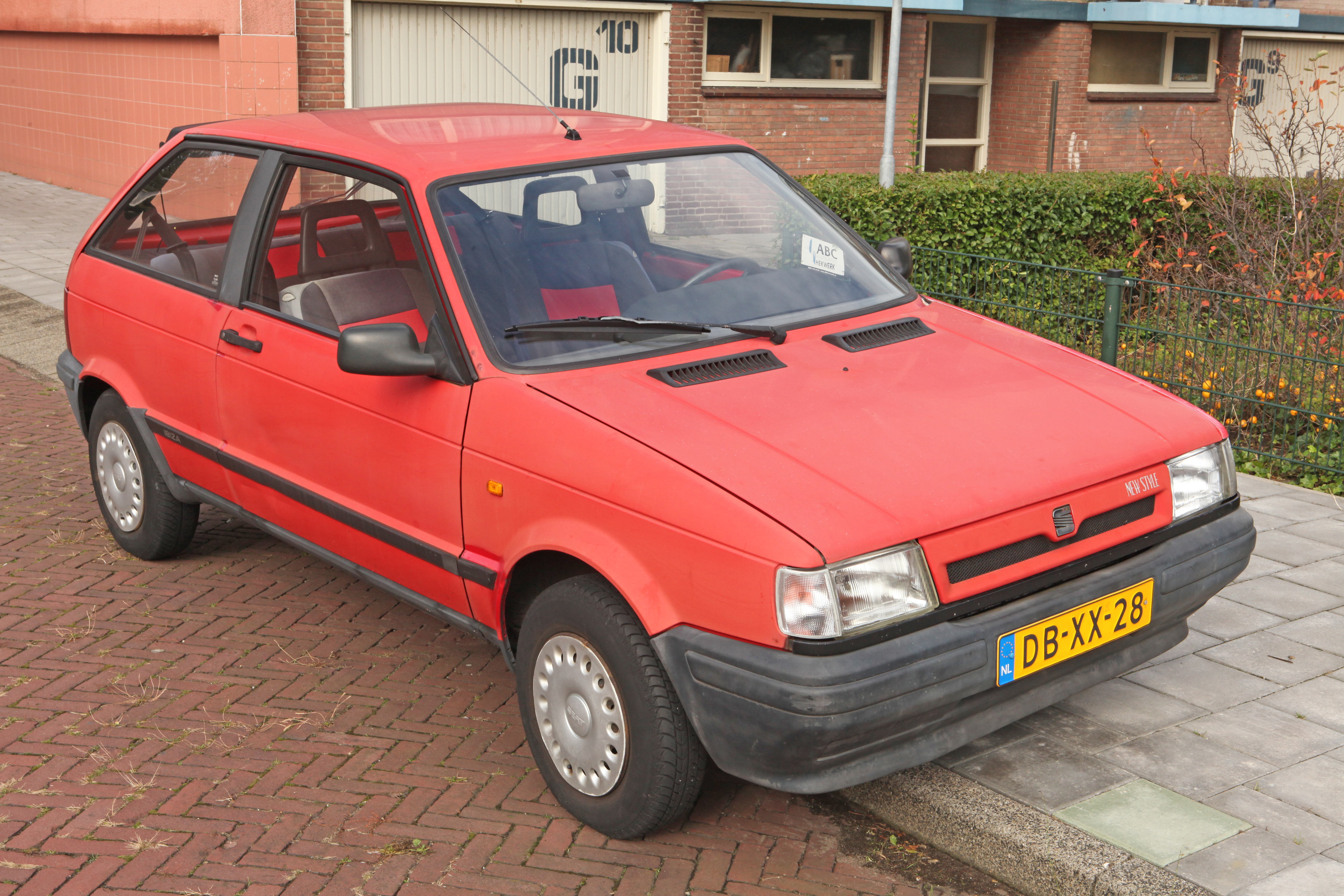
小改款

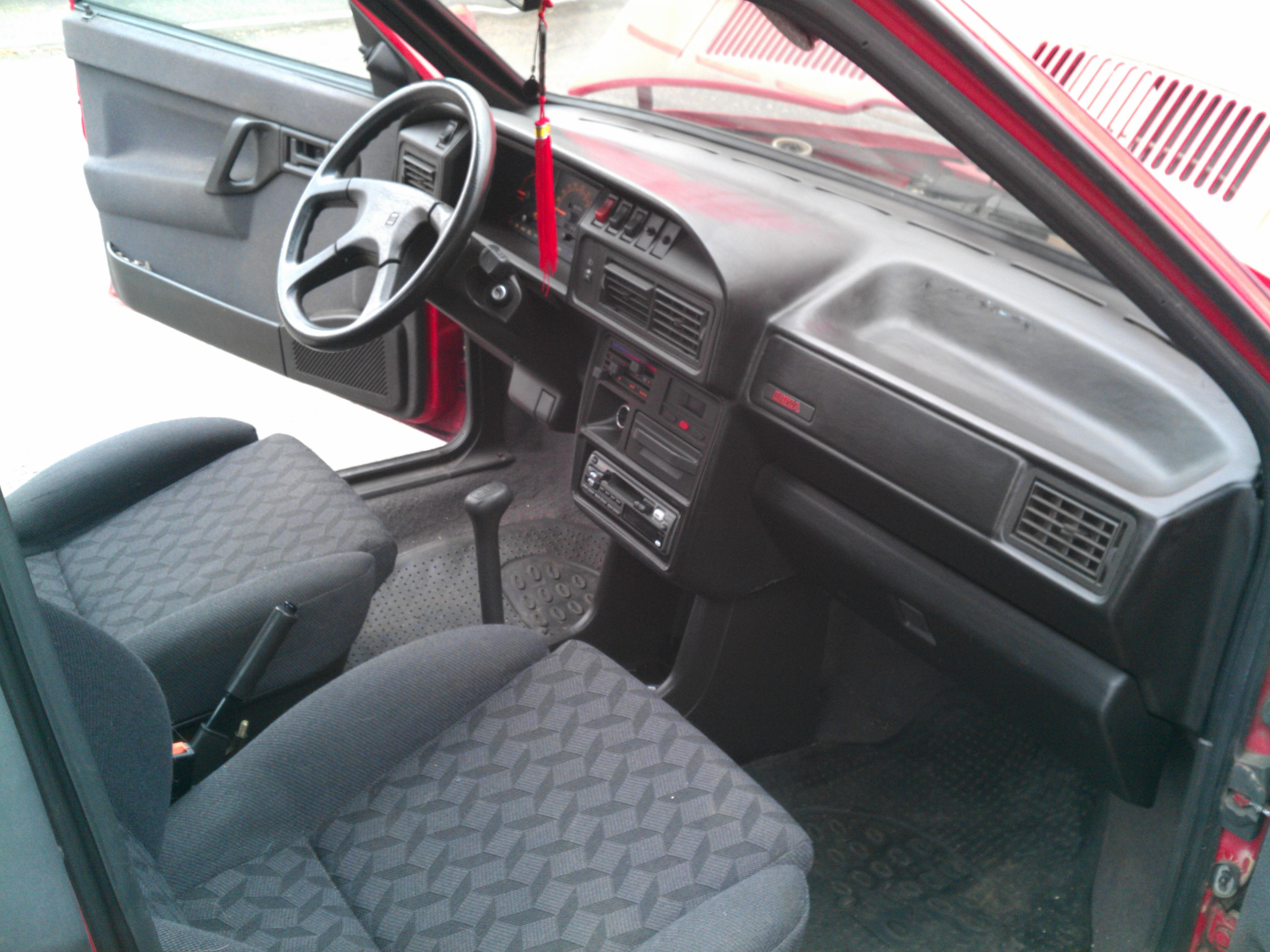
小改款內裝

第一代於1984年巴黎車展上亮相（代號021A）並在同年4月27日開始正式在生產線上投入生產，並證明了西班牙製造的汽車是成功的，因為它總共售出了1,342,001台。

### 中國市場

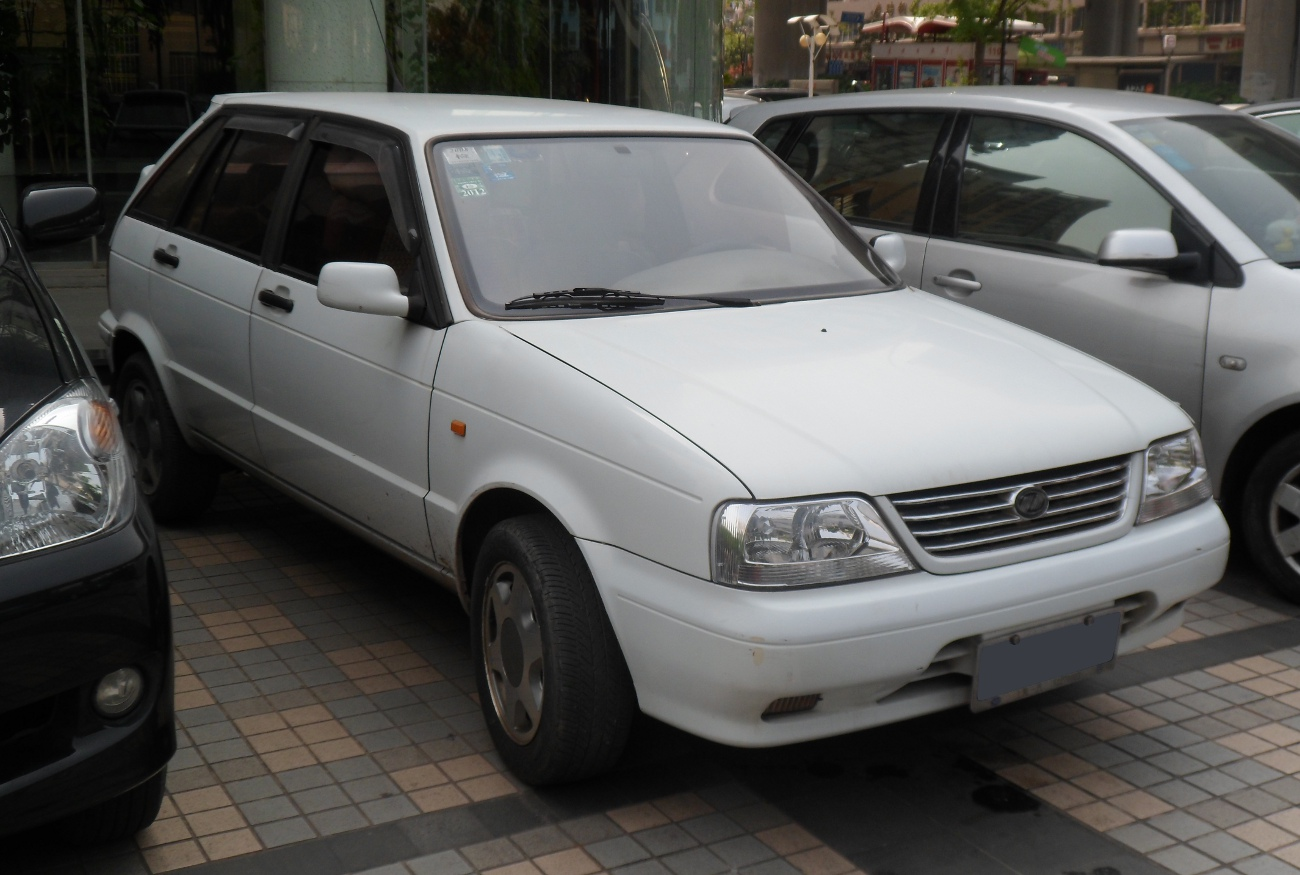
一輛南汽新雅途，攝於上海

1997年，中國汽車製造商南京汽車集團與馬來西亞的金獅集團合資成立。並將此車於1999年6月投入生產並命名為「英格爾Encore」，並於2003年底重新開發並重新命名為「南汽新雅途」。該車後來於2008年停產。

## 第二代（Typ 6K；1993年至2002年）

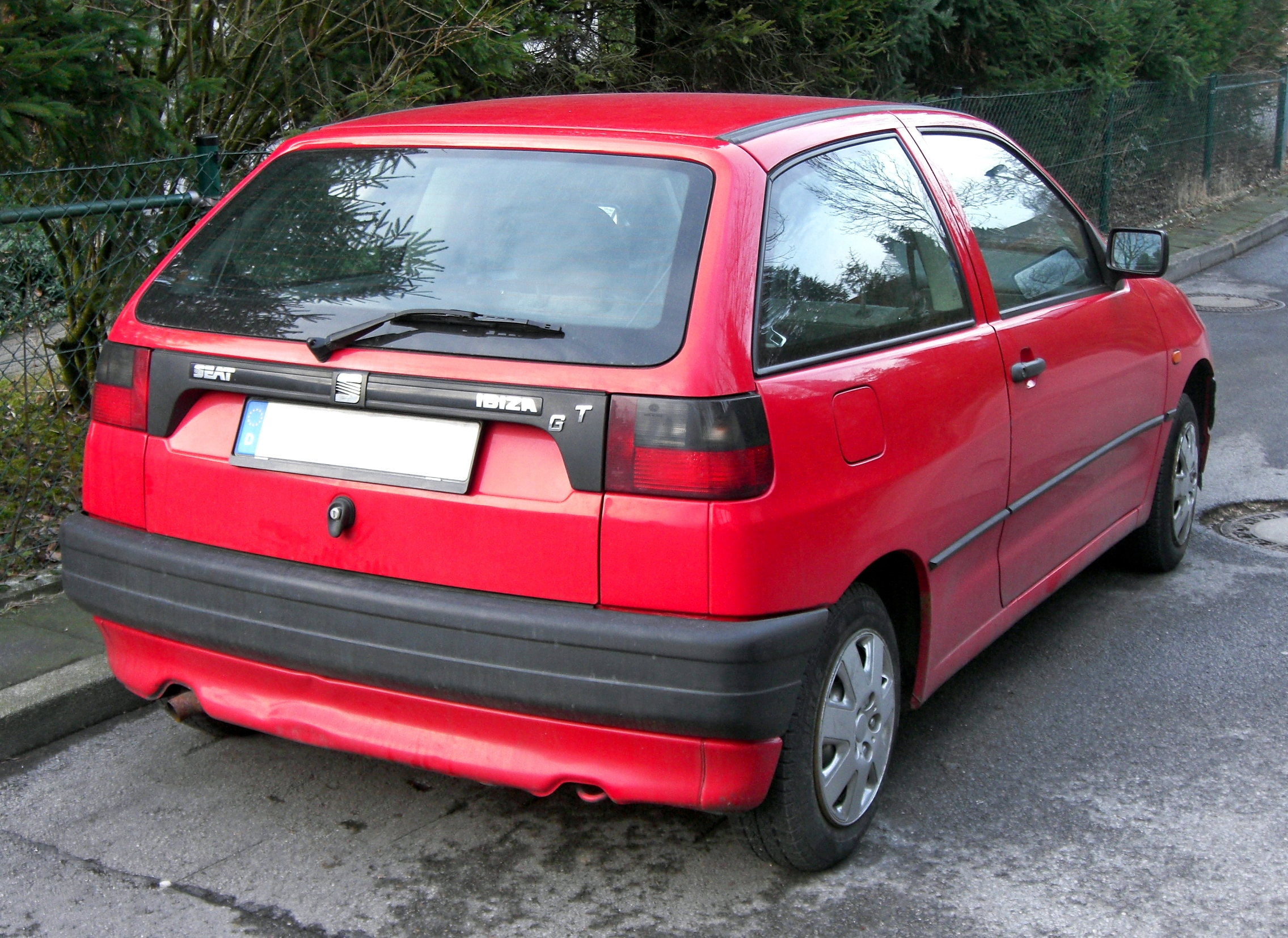
後視圖

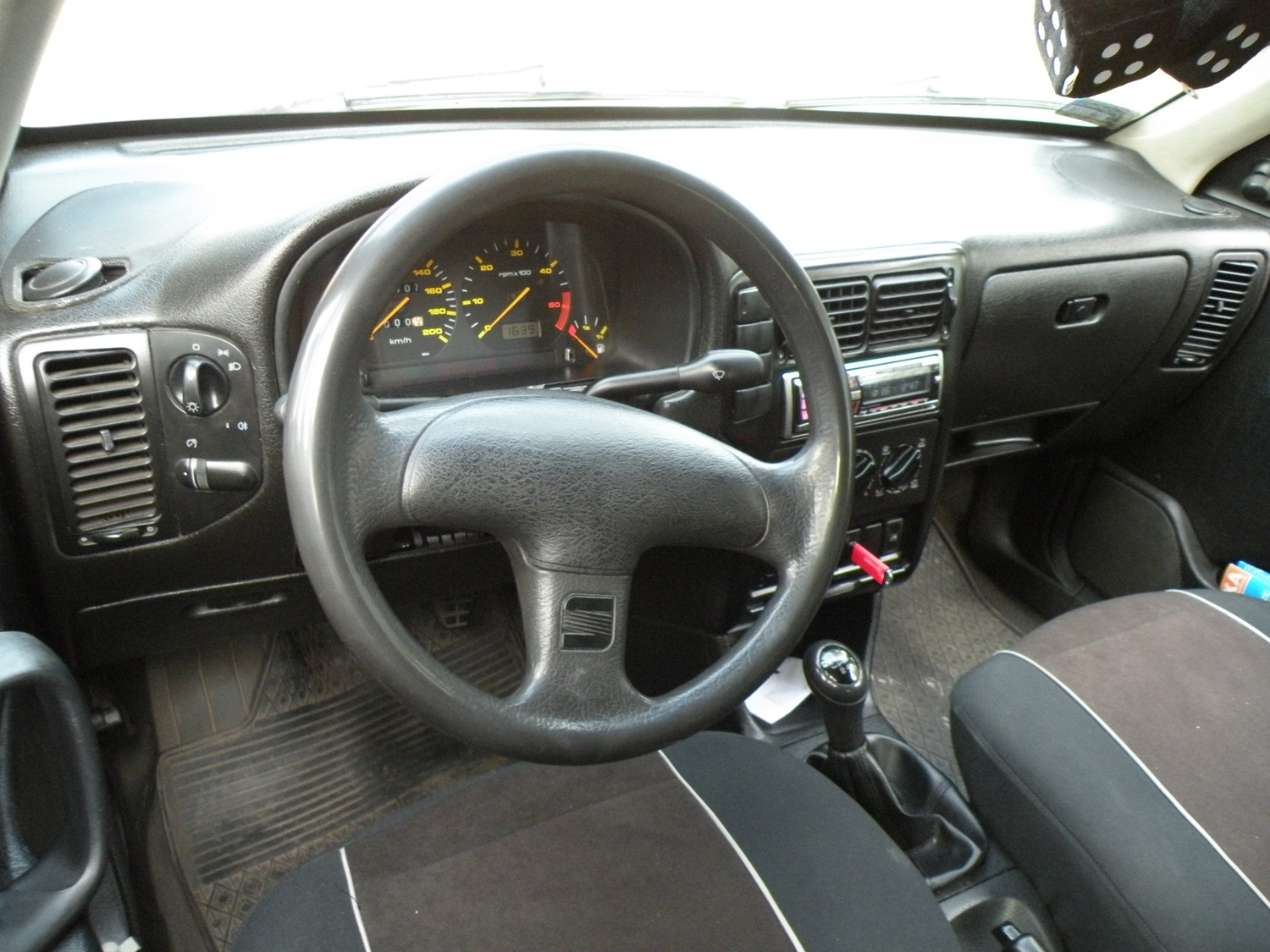
內裝

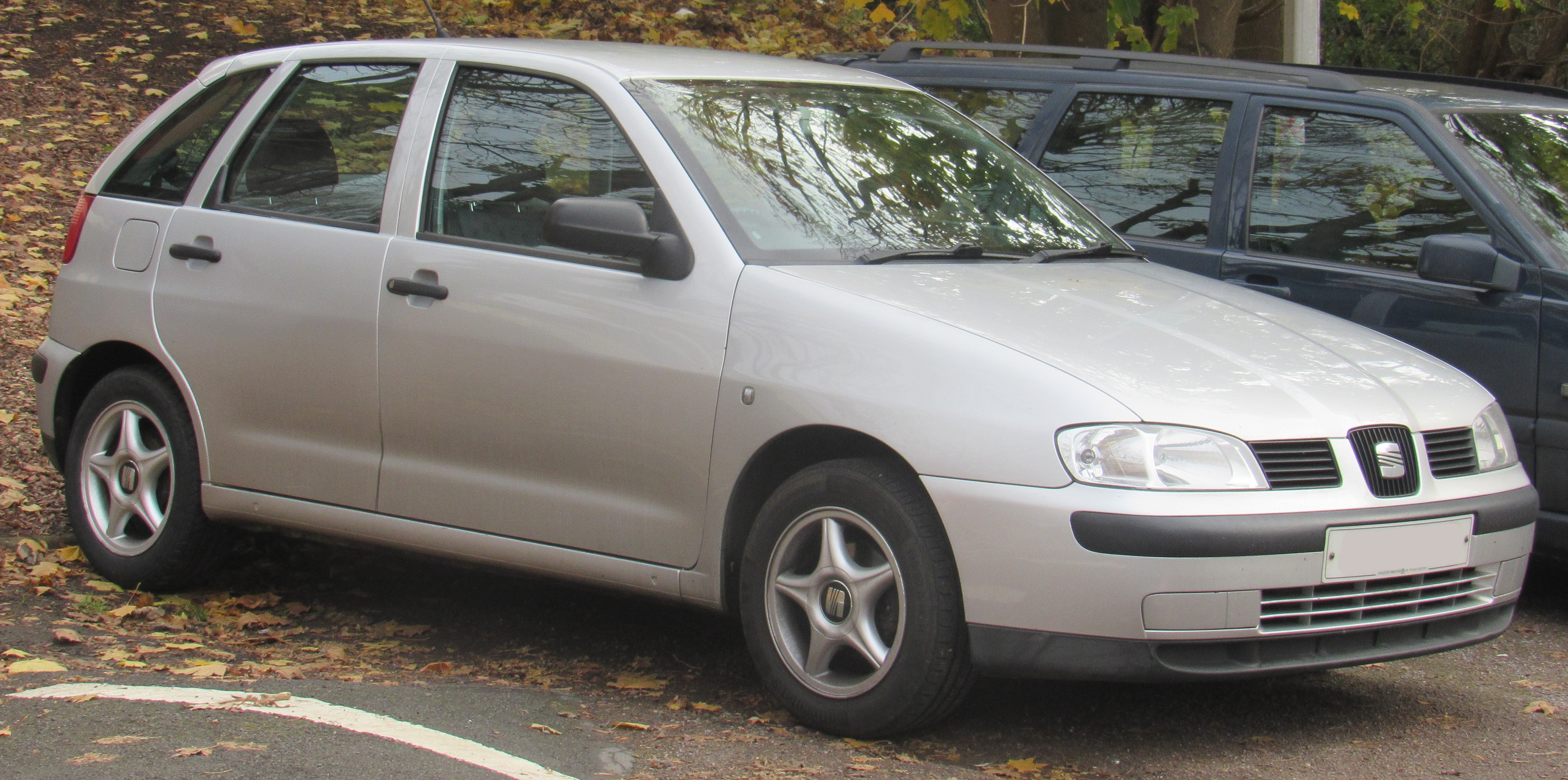
1999年的小改款

該車是大眾集團收購西亞特後西亞特開發的第一台車，它基於大眾波羅的改進平台。
這款車型有三門和五門版，其轎車型號則稱為SEAT Córdoba。 該車亦成為西班牙最暢銷的汽車，該車在歐洲其他地區的反應亦較熱烈，亦令西亞特的盈利增長。

## 第三代（Typ 6L；2002年至2008年）

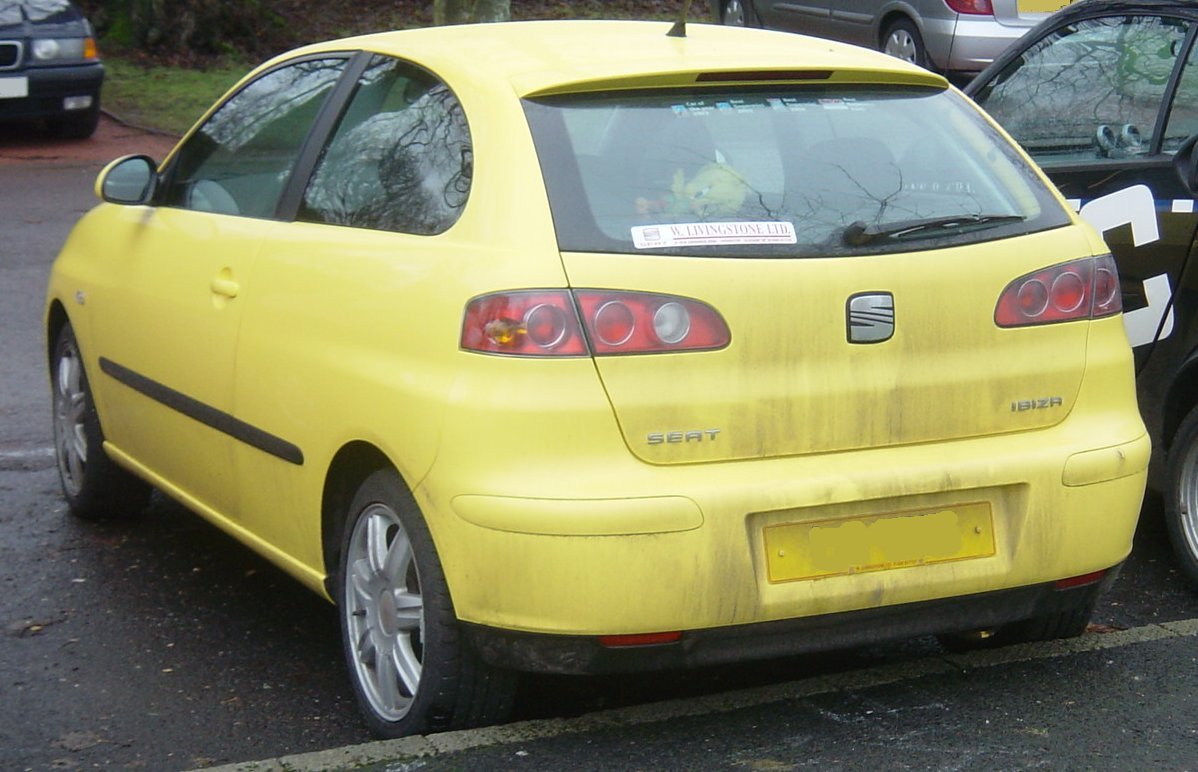
後視圖

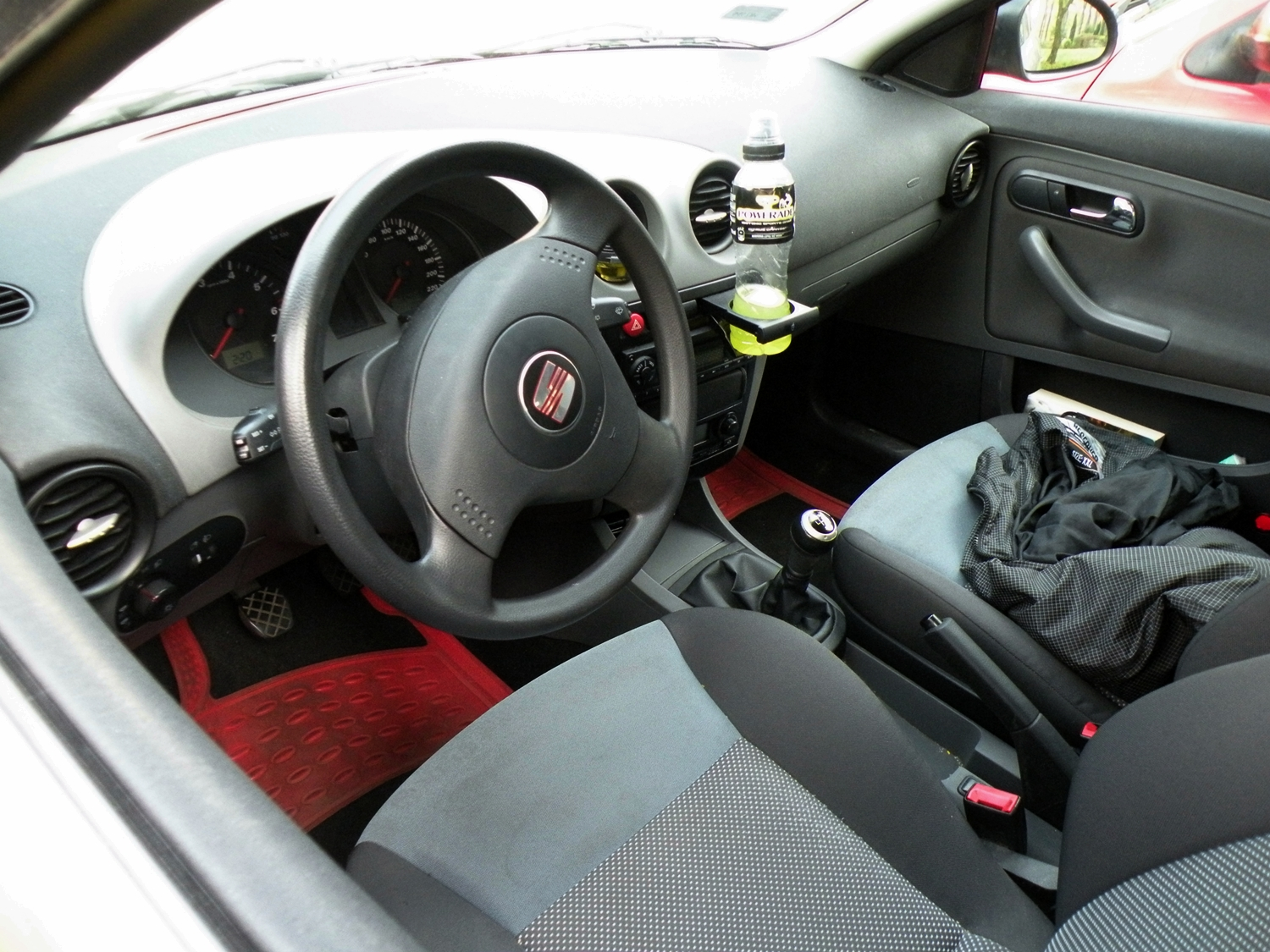
內裝

該車型與大眾波羅第四代同樣採用PQ24平台，並由意大利設計師沃爾特·德席爾瓦（Walter de Silva）設計，旨在打造該車具有運動感的高性能形象。該車型亦衍生了兩款車型，Ibiza FR和Cupra，彌補了大眾波羅車型的不足（Polo GTI直到2006年才推出）。

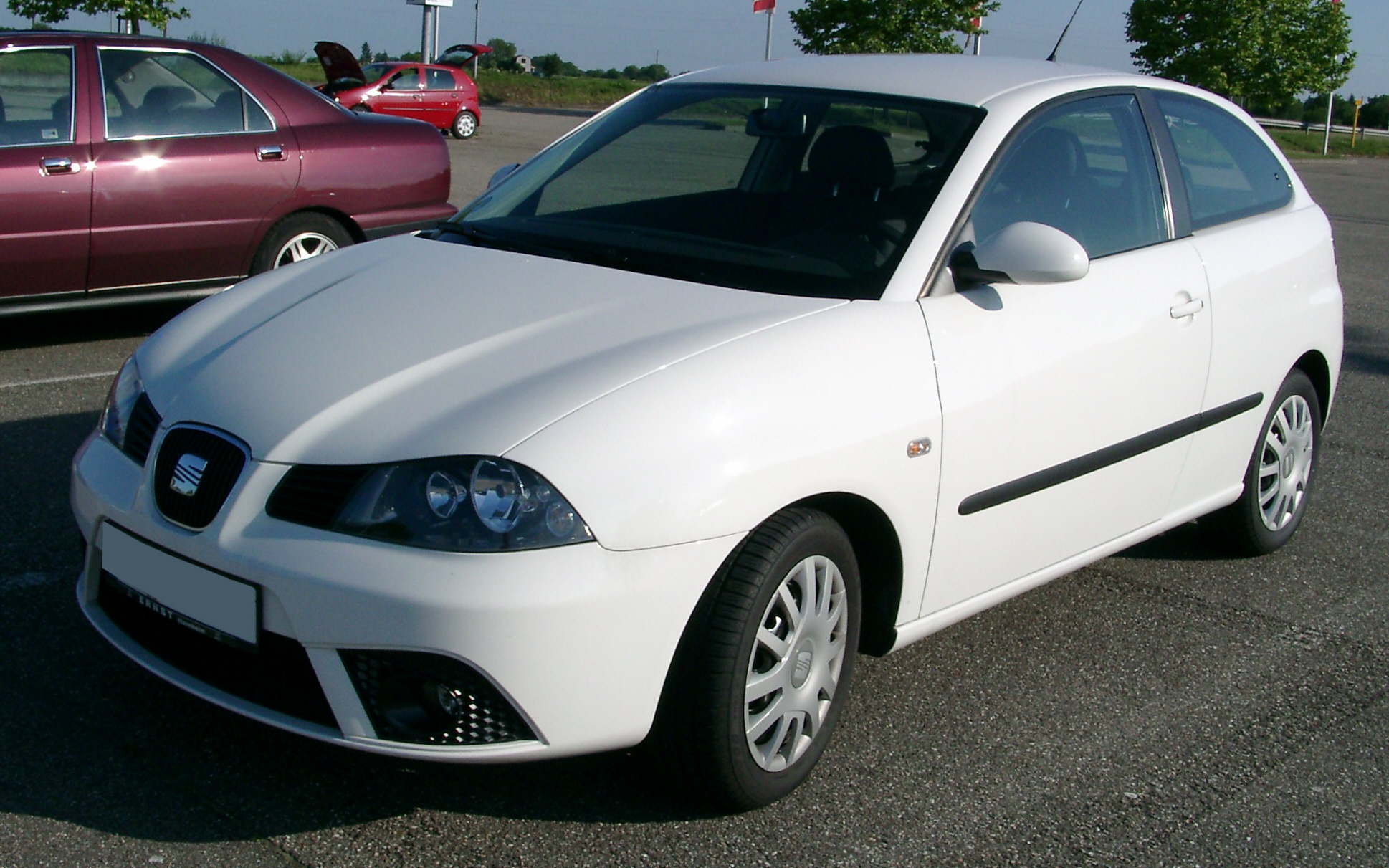
小改款

## 第四代（Typ 6J；2008年至2017年）

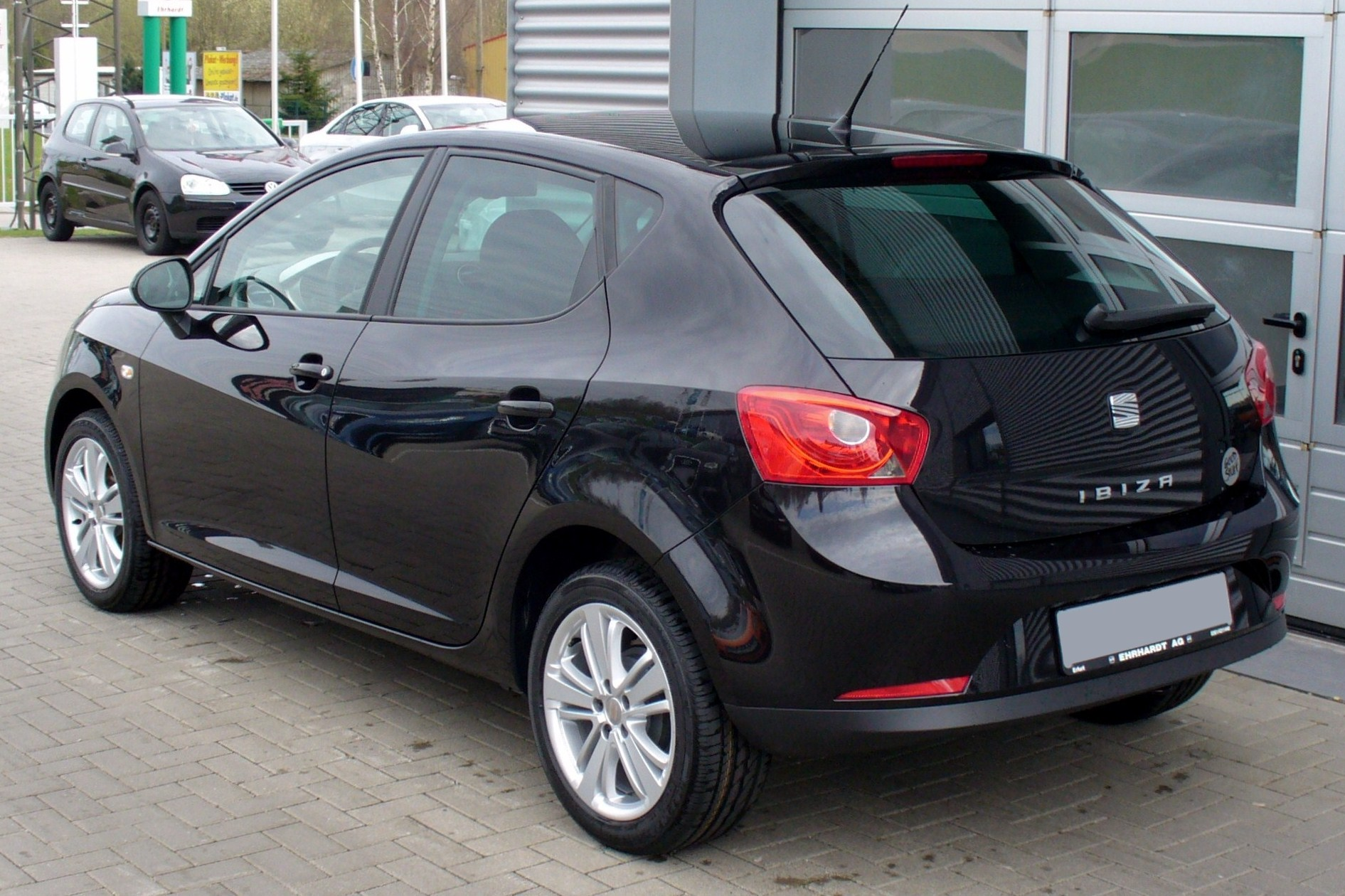
後視圖

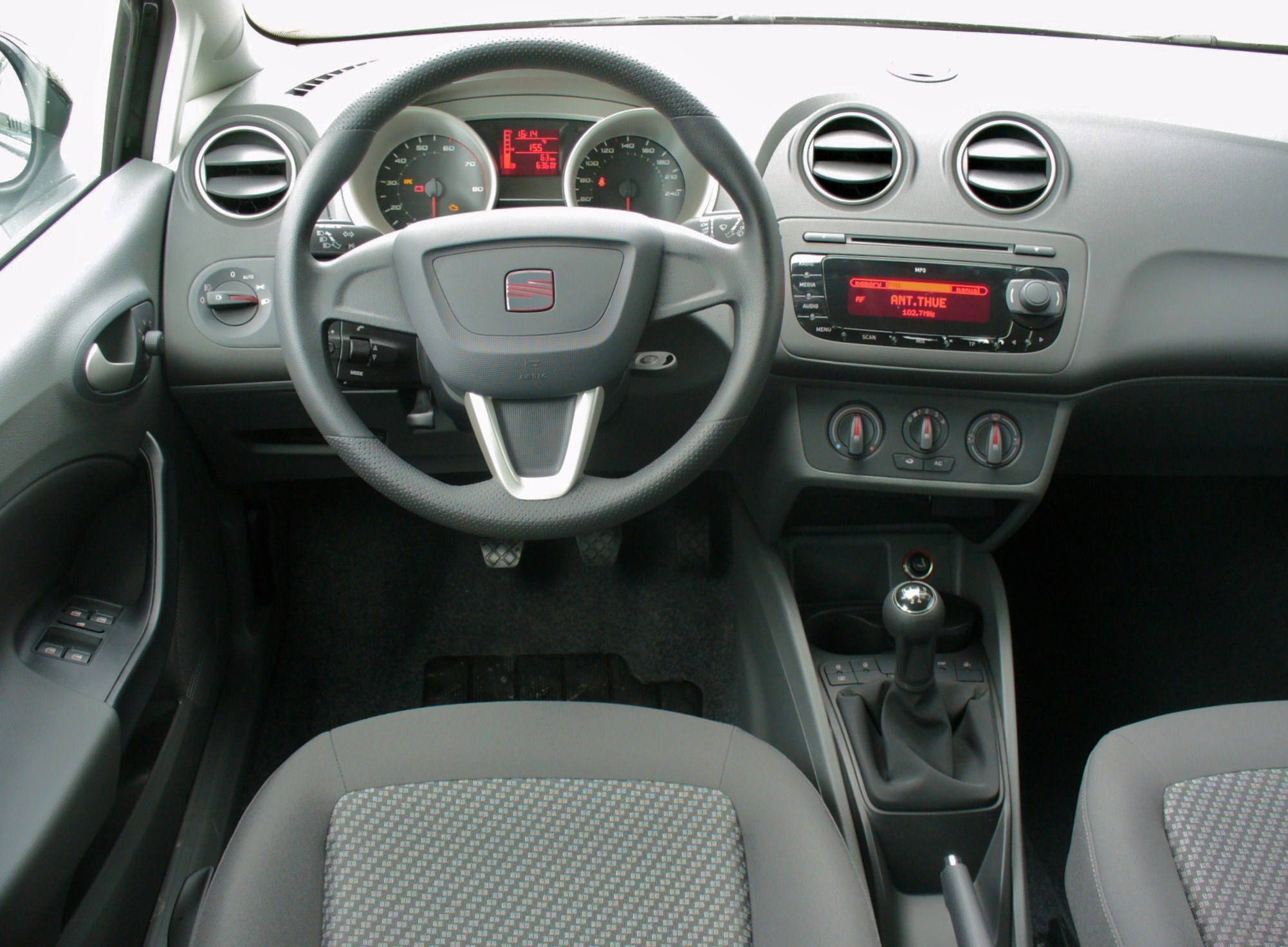
內裝

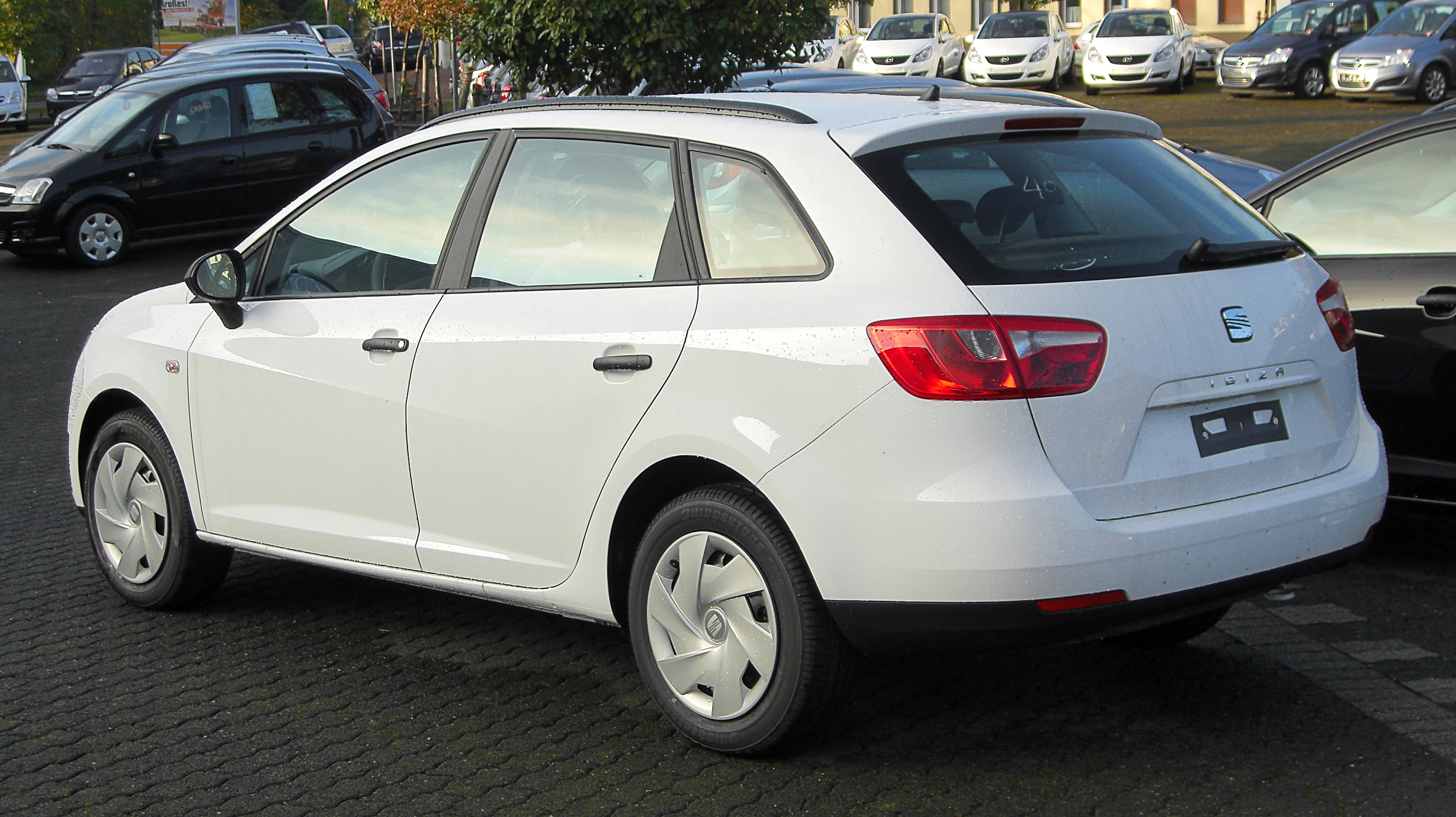
旅行版

第四代於2008年日內瓦車展上以概念車的形式亮相。並由比利時汽車設計師Luc Donckerwolke設計，並採用獨特的「箭頭設計」，取消了自1984年以來Ibiza一貫的設計風格，並成為使用大眾汽車集團PQ25平台的緊湊型車型之一（之後使用的車型有大眾波羅和奧迪A1）。

## 第五代（2017年至今）

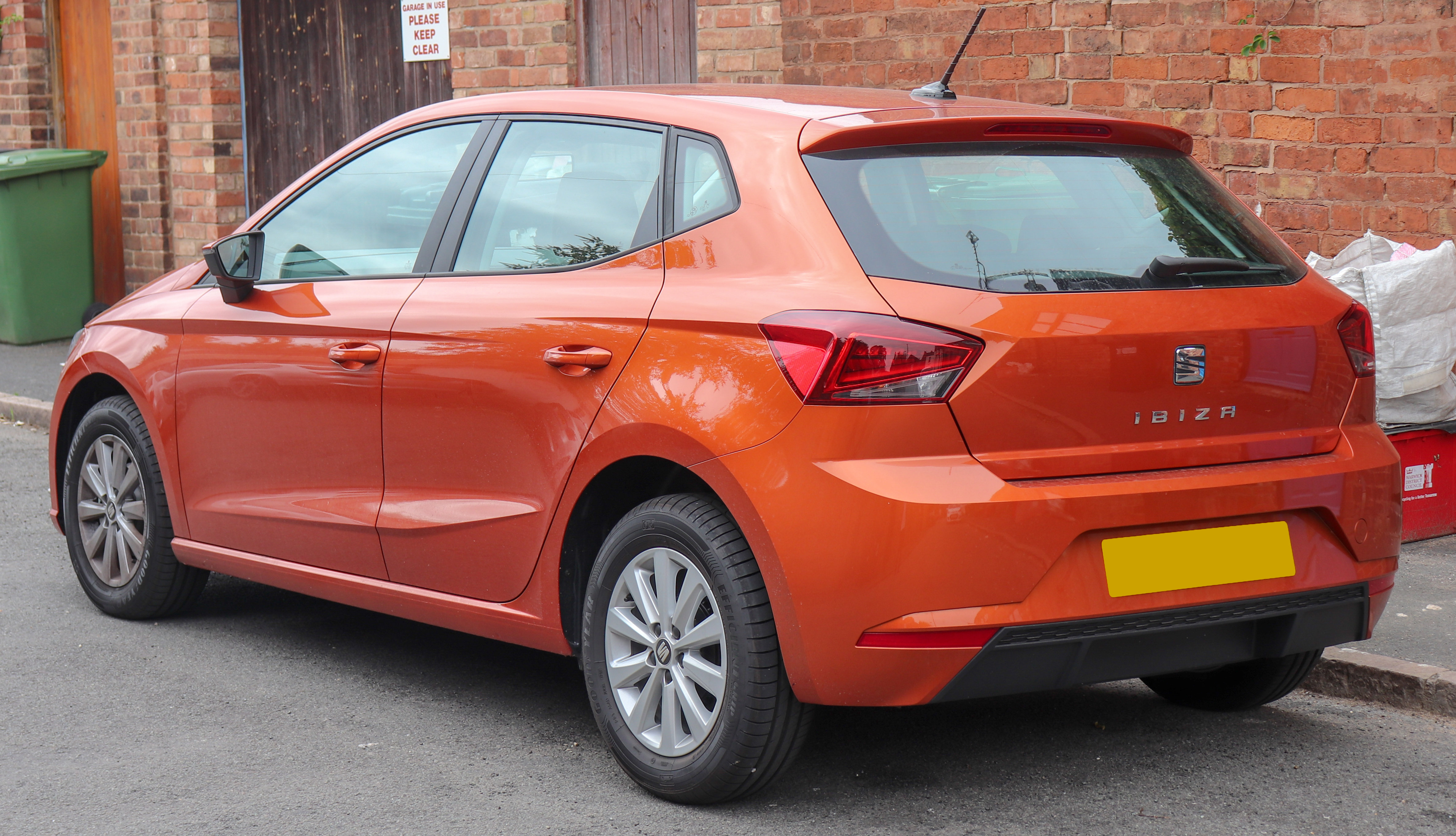
後視圖

第五代於2017年日內瓦車展上首次亮相。並基於大眾MQB平台研發。並比第四代短2mm和87mm。行李箱也比目前的福特福克斯稍大。在大眾波羅、斯柯達晶銳和奧迪A1推出之前，它是大眾集團首款使用MQB平台的車型。引擎可選1.0 mpi、1.0 TSi 3缸汽油、1.5 Tsi EVO和1.6 TDi 4缸柴油引擎。
第五代伊維薩島（Ibiza）的重新設計版本於2021年4月推出。